# North Roe

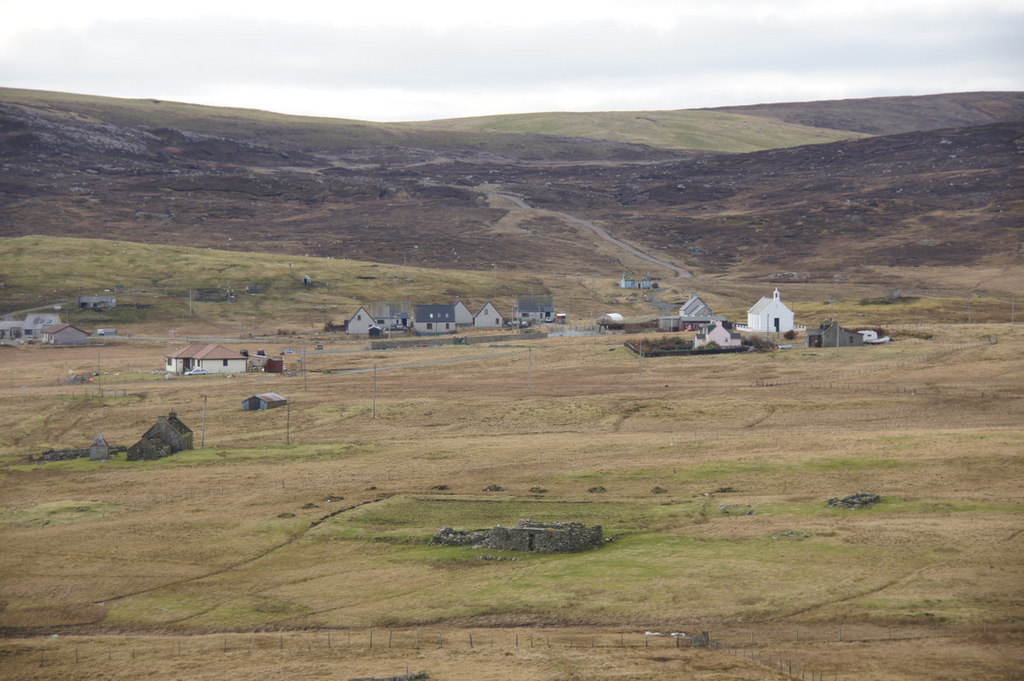
Blick von Osten auf den nördlichen Teil von North Roe mit der CoS-Kirche und dem Friedhof

North Roe ist ein Dorf im Norden von Mainland, der Hauptinsel der zu Schottland zählenden Shetlands. Es ist, neben Ollaberry und Hillswick, einer der drei Hauptorte der Gemeinde (Community Council Area) Northmaven.

## Geographie
North Roe ist eine Streusiedlung, die sich am nördlichen und westlichen Ufer des Burra Voes, einer Bucht des Yell Sounds, erstreckt. Zwei Kiesstrände (Ayres) haben sich dort zu einer Nehrung entwickelt und grenzen die Seen Loch of Beith und Nort-Haa Loch vom übrigen Meer ab. Nach Norden hin ist die Landschaft flach; hier liegt ein See, der Loch of Flugarth. Im Nordosten beginnt die Halbinsel Ness of Burravoe mit dem, etwa 100 Meter hohen Muckle Ward. Auch der dem Inneren der Halbinsel zugewandte Teil liegt höher: im Westen ist es der 121 Meter hohe Hill of Sandvoe, im Südwesten der 198 Meter hohe Beorgs of Skelberry. Letzterer markiert die nordöstliche Ecke eines unbesiedelten, durch Moor- und Heidelandschaften geprägten Gebietes, das großflächig als Natur- und Vogelschutzgebiet ausgewiesen ist. Zwischen beiden entspringt der Vatsendi Burn, ein Bach, der entlang der nördlichen Bereiche von North Roe fließt, ehe er in den Loch of Flugarth mündet.
Im Osten von North Roe, westlich der Straße zum Gehöft Burravoe, befindet sich die Wiese North Roe Meadow, die aufgrund des Vorhandenseins zweier Arten aus der Gattung der Habichtskräuter, Hieracum zetlandicunm und Hieracium northroense, als  Naturschutzgebiet (SSSI) ausgewiesen ist.

## Wirtschaft
Die einzige im Ort angebotene Vollzeitstelle ist die der Lehrerin.
In 12 der 58 Haushalte wird Landwirtschaft in Form von Crofting betrieben. Im Wesentlichen handelt es sich um Viehzucht, insbesondere von Schafe, vereinzelt findet sich Gartenbau unter Folientunneln.

## Infrastruktur
North Roe besitzt eine Postagentur, zwei kleine Kirchengebäude (Church of Scotland und Methodisten), einen Friedhof, einen Schiffsanleger an der Bucht sowie eine Veranstaltungshalle südlich des Ortes. Dort befinden sich Abstellmöglichkeiten für Camper, sonstige Einrichtungen für Touristen sind nicht vorhanden. Sehenswert ist ein öffentlicher Garten in der Nähe der CoS-Kirche. Hier wurde ein Themengarten wiederaufgebaut, der bei der Chelsea Flower Show 2008 den Bauerngarten eines Crofters von den Shetlands darstellte.

## Bildung
Seit 1878 besitzt North Roe eine eigene, staatliche Schule. Bereits zuvor hatte es auf privater oder kirchlicher Basis unregelmäßig Unterricht in der Region gegeben. Belegt sind unter anderem eine von einem Pfarrer errichtete Schule in Orrick an der Ostküste des Sand Voes sowie eine zwischen 1859 und 1873 von Methodisten betriebene in Fairview. Mit Inkrafttreten des Education (Scotland) Act 1872 und der damit verbundenen Einführung der Schulpflicht für Kinder zwischen fünf und dreizehn Jahren entstand auch für die Region North Roe die Notwendigkeit, einen geregelten Lehrbetrieb einzurichten. In den ersten 20 Jahren ihres Bestehens wurde die Schule von bis zu 100 Kindern besucht, darunter auch Jugendliche im Alter von 16 und 17 Jahren, die nur von Herbst bis Frühjahr am Unterricht teilnahmen, in den Sommermonaten aber in den Fischersiedlungen bei Uyea, am Sand Voe sowie in Fedeland mit Haaf Fishing beschäftigt waren. Um den Jüngeren den Schulweg zu verkürzen, entstanden in der Folge für die bis zu zehnjährigen Kinder Außenstellen in Lochend und Uyea. Letztere wurde 1938 geschlossen, auch die Schule in Lochend existiert nicht mehr.
Die Schule in North Roe hat heute den Status einer Primary School und wird, Stand 2020, von dreizehn Kindern in fünf Altersstufen besucht. Ihr Einzugsgebiet umfasst den gesamten Norden der Halbinsel jenseits des Voe of the Brig. Die zuständige weiterführende Schule ist die High School in Brae.

## Verkehr

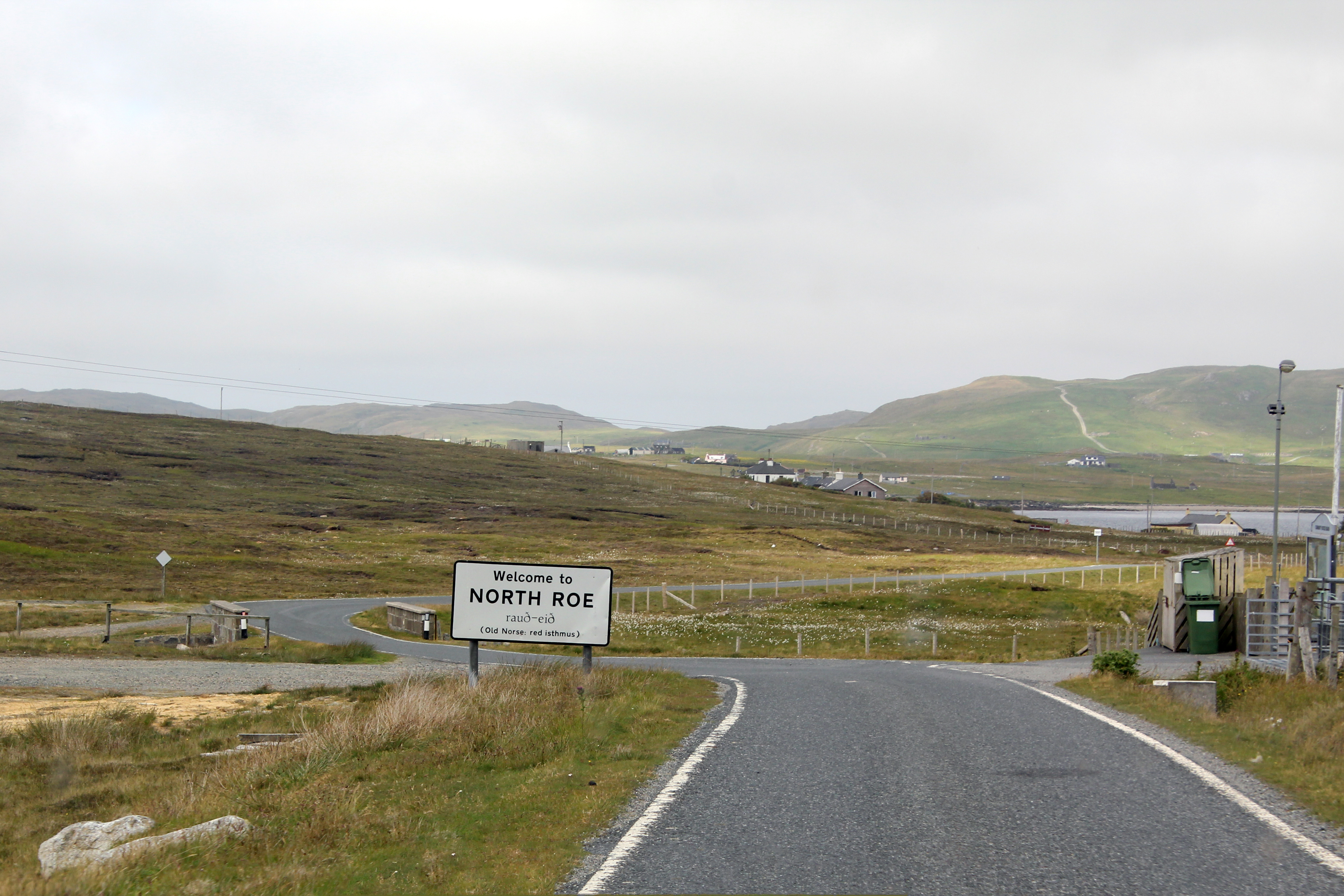
Südliche Ortseinfahrt

North Roe liegt an der A970, der längsten klassifizierten Straße auf den Shetlands, die beim Fähranleger von Scalloway im äußersten Süden der Inselgruppe beginnt und etwa drei Kilometer nördlich im Weiler Isbister endet. Nach Lerwick, der Hauptstadt der Shetlands, sind es 42 Meilen, umgerechnet etwa 68 Kilometer.

## Bauwerke
In North Roe sind vier Bauwerke als Listed Building klassifiziert und somit unter Denkmalschutz gestellt worden, eines in der Kategorie B, die übrigen in der Kategorie C:
- Eine Telefonzelle des Tys K6 aus den 1930er-Jahren in der Kategorie B.[7]
- North Haa, ein zweistöckiges Anwesen von Anfang des 19. Jahrhunderts[8]
- Die methodistische Kirche aus dem Jahre 1878.[9]
- Das um 1900 errichtete Postgebäude.[10]

## Sonstiges

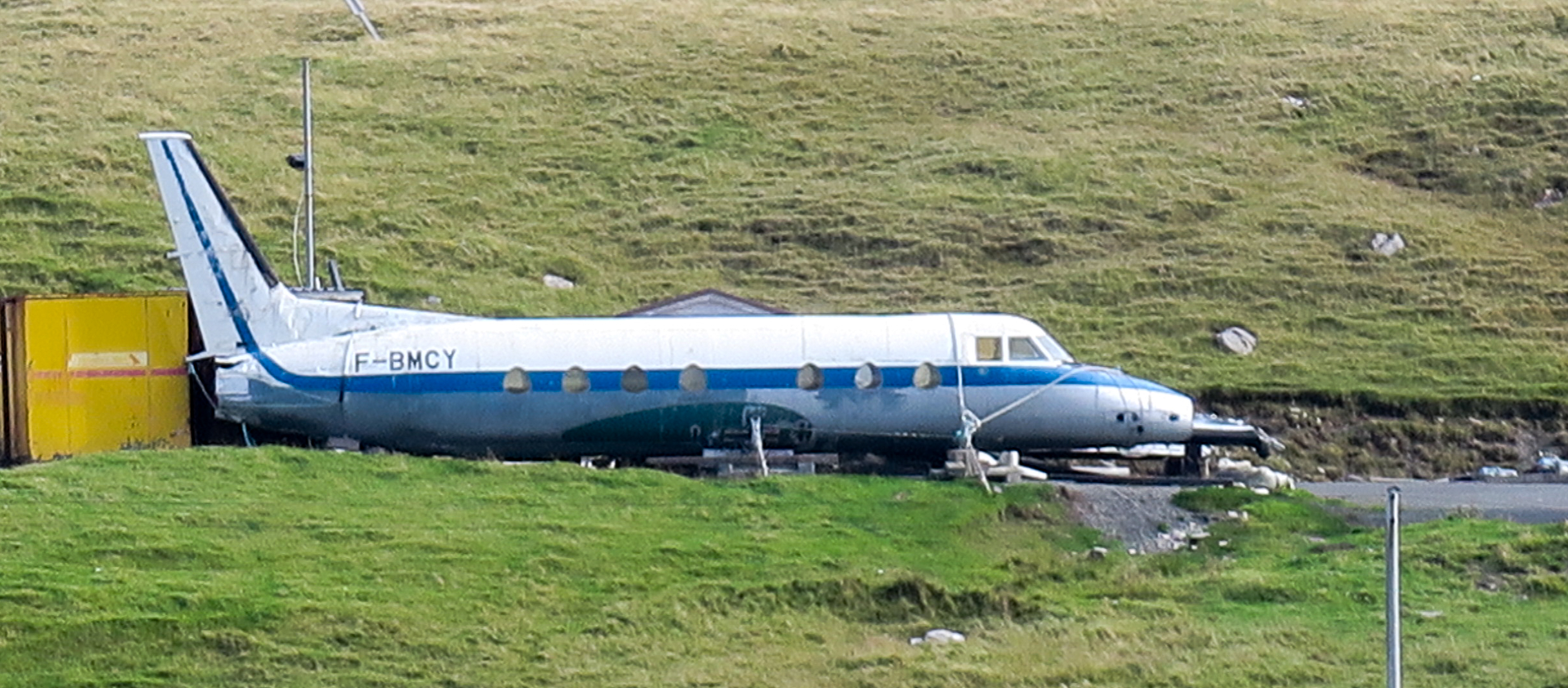
Die Potez 840 im September 2016

Auf einem Gehöft im Nordosten von North Roe wurde der Rumpf eines von nur vier gebauten Flugzeugen des Typs Potez 840 abgestellt. Die 1962 in Betrieb genommene Maschine erlitt im März 1981 bei der Landung auf dem Flughafen Sumburgh einen Unfall. Obwohl nur leicht beschädigt, ließ der Eigentümer die vier Astazou-Turbinen und andere wichtige Teile ausbauen, der Rest blieb für die folgenden 26 Jahren auf dem Flugplatzgelände stehen. Anlässlich einer Erweiterung der Anlage musste die Maschine entfernt werden, in der Folge kamen ihre Überreste nach North Roe.